# 中野町 (大阪市)
中野町（なかのちょう）は、大阪府大阪市都島区にある町名。現行行政地名は中野町一丁目から中野町五丁目。

## 地理
大阪市都島区の西部に位置する。北は都島通を挟んで都島本通、東は都島南通・東野田町、南は網島町、西は旧淀川（大川）を挟んで北区天満橋・樋之口町にそれぞれ接する。
中野町五丁目にはJR大阪環状線の桜ノ宮駅があり、旧淀川沿いは桜之宮公園として整備されている。これらの駅名や公園名などで使われている桜ノ宮の由来は、中野町一丁目にある櫻宮（通称は桜宮神社）から取られている。

### 河川
- 旧淀川（大川）

## 世帯数と人口
2019年（平成31年）3月31日現在の世帯数と人口は以下の通りである。
| 丁目         | 世帯数    | 人口     |
| ------------ | --------- | -------- |
| 中野町一丁目 | 791世帯   | 968人    |
| 中野町二丁目 | 1,374世帯 | 1,945人  |
| 中野町三丁目 | 715世帯   | 1,108人  |
| 中野町四丁目 | 1,548世帯 | 2,347人  |
| 中野町五丁目 | 1,971世帯 | 3,849人  |
| 計           | 6,399世帯 | 10,217人 |

### 人口の変遷
国勢調査による人口の推移。
| 1995年（平成7年）  | 9,159人 | [ 5 ] |  |
| 2000年（平成12年） | 9,093人 | [ 6 ] |  |
| 2005年（平成17年） | 9,246人 | [ 7 ] |  |
| 2010年（平成22年） | 9,209人 | [ 8 ] |  |
| 2015年（平成27年） | 9,817人 | [ 9 ] |  |

### 世帯数の変遷
国勢調査による世帯数の推移。
| 1995年（平成7年）  | 4,515世帯 | [ 5 ] |  |
| 2000年（平成12年） | 4,815世帯 | [ 6 ] |  |
| 2005年（平成17年） | 5,139世帯 | [ 7 ] |  |
| 2010年（平成22年） | 5,203世帯 | [ 8 ] |  |
| 2015年（平成27年） | 5,624世帯 | [ 9 ] |  |

## 学区
市立小・中学校に通う場合、学区は以下の通りとなる。なお、小学校・中学校入学時に学校選択制度を導入しており、通学区域以外に都島区の小学校・中学校から選択することも可能。
| 丁目         | 番                     | 小学校             | 中学校             |
| ------------ | ---------------------- | ------------------ | ------------------ |
| 中野町一丁目 | 1～7番                 | 大阪市立桜宮小学校 | 大阪市立桜宮中学校 |
| 中野町一丁目 | 8～13番                | 大阪市立中野小学校 | 大阪市立都島中学校 |
| 中野町二丁目 | 4番 10番～14番         | 大阪市立中野小学校 | 大阪市立都島中学校 |
| 中野町二丁目 | 1～3番 5～9番 15〜16番 | 大阪市立桜宮小学校 | 大阪市立桜宮中学校 |
| 中野町三丁目 | 全域                   | 大阪市立中野小学校 | 大阪市立都島中学校 |
| 中野町四丁目 | 全域                   | 大阪市立中野小学校 | 大阪市立都島中学校 |
| 中野町五丁目 | 全域                   | 大阪市立中野小学校 | 大阪市立都島中学校 |

## 事業所
2016年（平成28年）現在の経済センサス調査による事業所数と従業員数は以下の通りである。
| 丁目         | 事業所数  | 従業員数 |
| ------------ | --------- | -------- |
| 中野町一丁目 | 45事業所  | 692人    |
| 中野町二丁目 | 93事業所  | 648人    |
| 中野町三丁目 | 100事業所 | 598人    |
| 中野町四丁目 | 143事業所 | 843人    |
| 中野町五丁目 | 94事業所  | 1,098人  |
| 計           | 475事業所 | 3,879人  |

## 施設

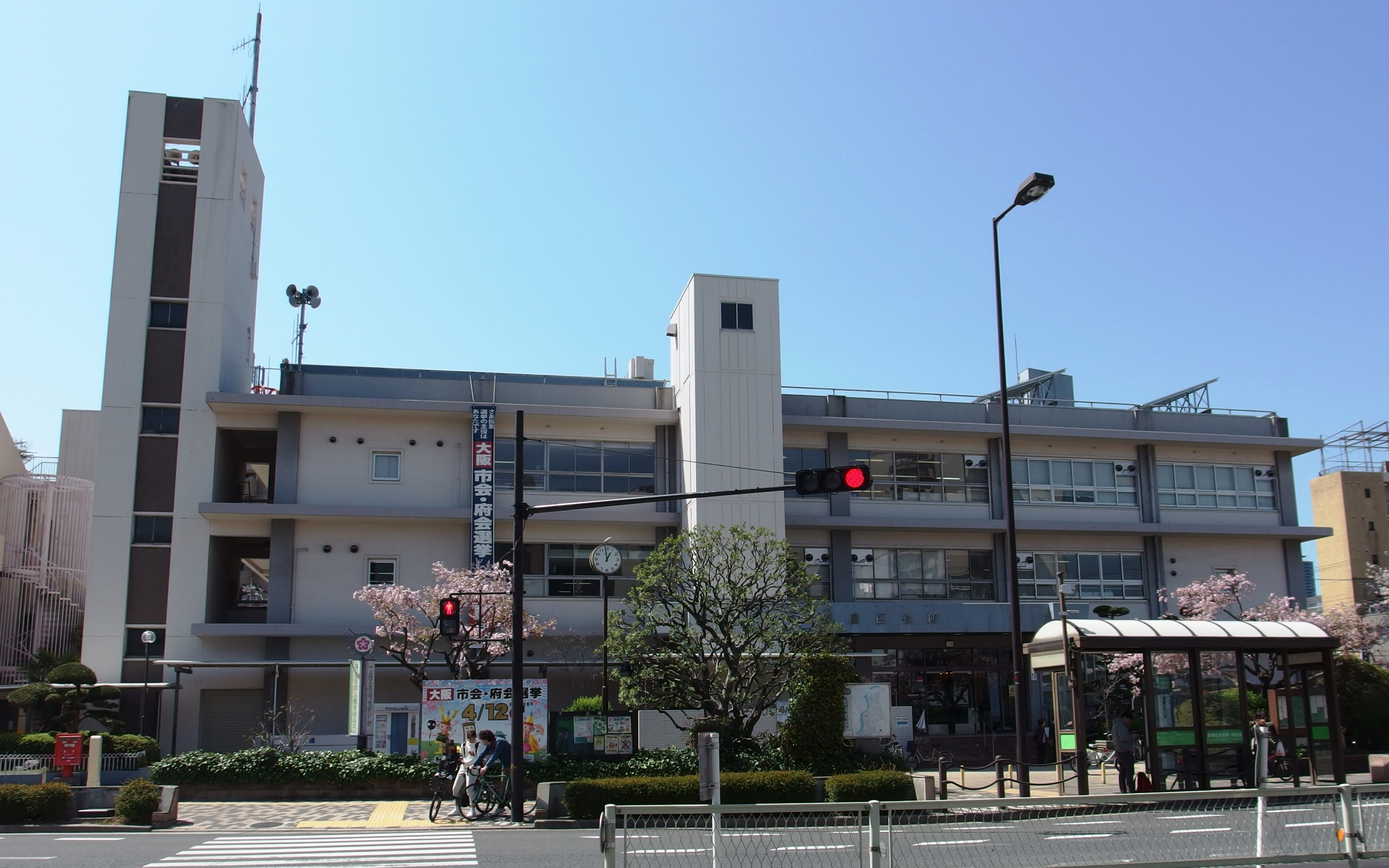
都島区役所

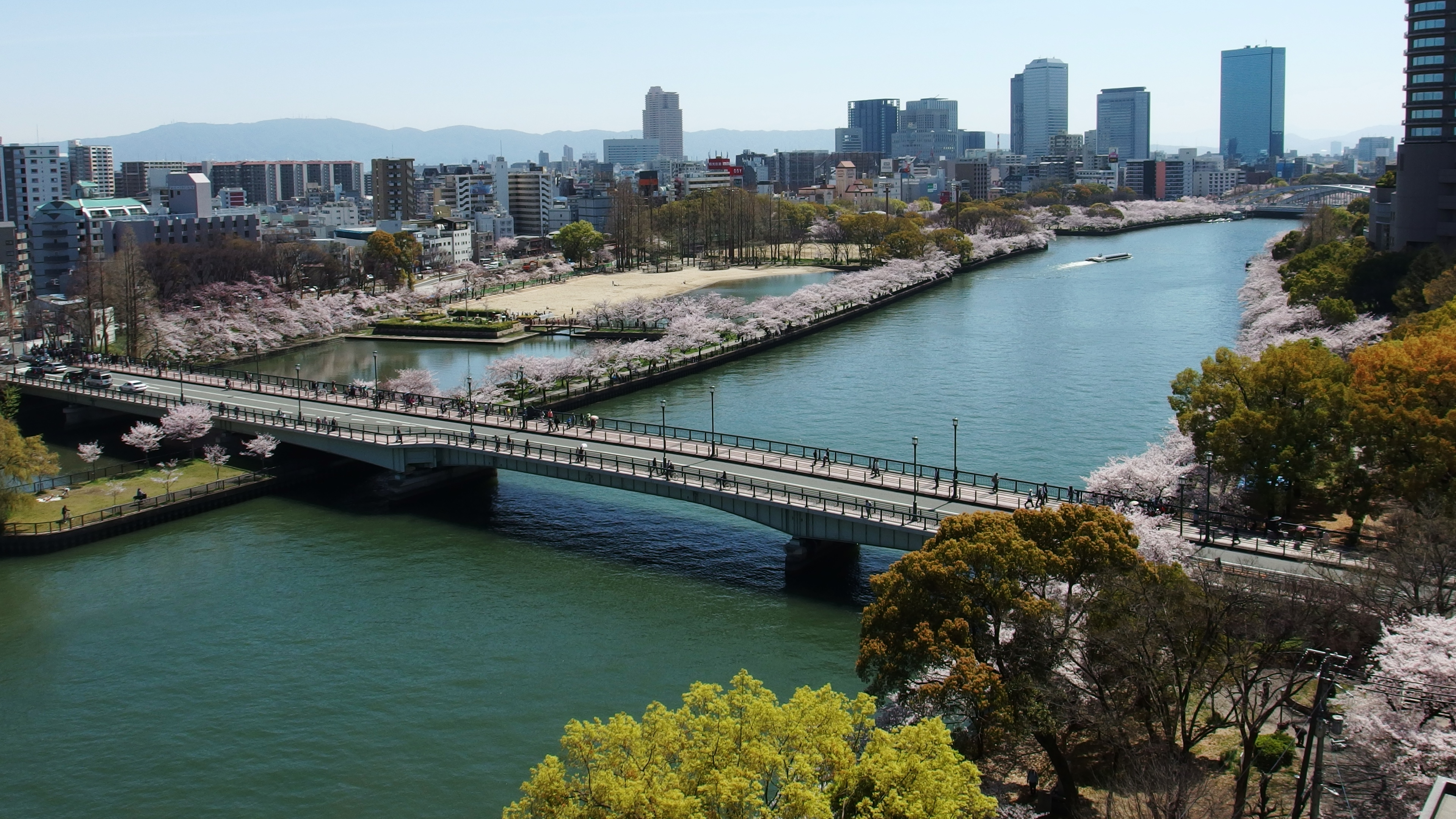
源八橋

### 公共施設
- 都島区役所
- 大阪市立都島図書館

### 教育機関
- 大阪市立都島中学校
- 大阪市立中野小学校

### 公園
- 桜之宮公園
- 都島中央公園

### 社寺・史跡
- 櫻宮
- 大長寺
- 源八橋

### かつて存在した施設
- 大阪市立看護専門学校 - 2009年閉校
- 大阪市立保健専門学校 - 2005年閉校

## 交通

### 鉄道

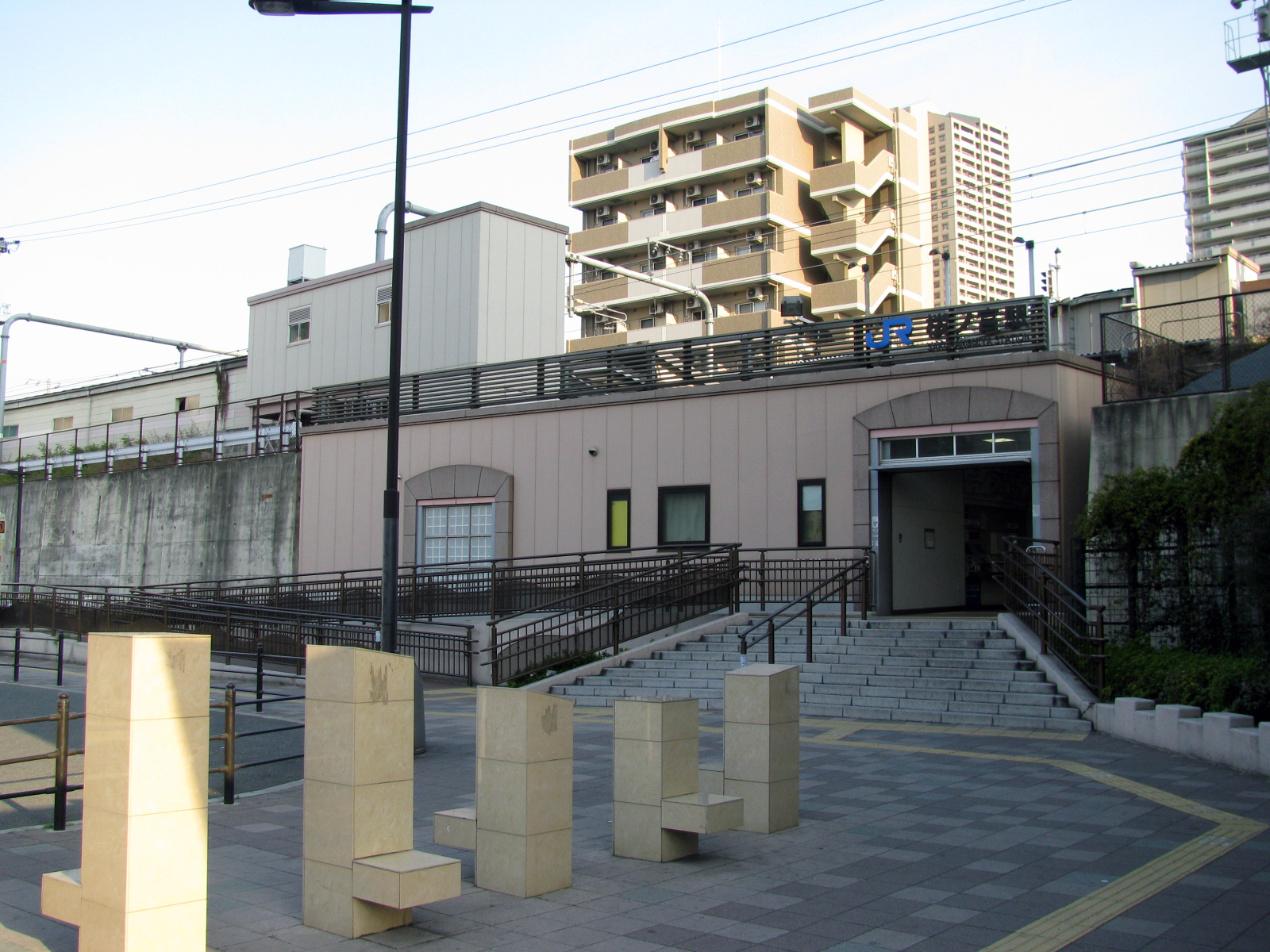
桜ノ宮駅

- JR大阪環状線 桜ノ宮駅

### 道路
- 国道1号（曽根崎通）
  - 桜宮橋
- 大阪市道赤川天王寺線

## その他

### 日本郵便
- 〒534-0027[3]（集配局：都島郵便局[13]）